# Cerodrillia
Cerodrillia is een geslacht van weekdieren uit de klasse van de Gastropoda (slakken).

## Soorten
- Cerodrillia ambigua Fallon, 2016
- Cerodrillia arubensis Fallon, 2016
- Cerodrillia asymmetrica McLean & Poorman, 1971
- Cerodrillia bahamensis (Bartsch, 1943)
- Cerodrillia brasiliensis Fallon, 2016
- Cerodrillia brunnea Fallon, 2016
- Cerodrillia carminura (Dall, 1889)
- Cerodrillia clappi Bartsch & Rehder, 1939
- Cerodrillia cratera (Dall, 1927)
- Cerodrillia cybele (Pilsbry & Lowe, 1932)
- Cerodrillia elegans Fallon, 2016
- Cerodrillia girardi Lyons, 1972
- Cerodrillia harryleei Fallon, 2016
- Cerodrillia minima Fallon, 2016
- Cerodrillia nicklesi (Knudsen, 1956)
- Cerodrillia occidua Fallon, 2016
- Cerodrillia perryae Bartsch & Rehder, 1939
- Cerodrillia porcellana Fallon, 2016
- Cerodrillia sanibelensis Fallon, 2016
- Cerodrillia thea (Dall, 1884)
- Cerodrillia yucatecana Fallon, 2016